# Japalura brevicauda
Japalura brevicauda là một loài thằn lằn trong họ Agamidae. Loài này được Manthey, Hou & Wang mô tả khoa học đầu tiên năm 2012.